# Maria Anna von Österreich (1610–1665)

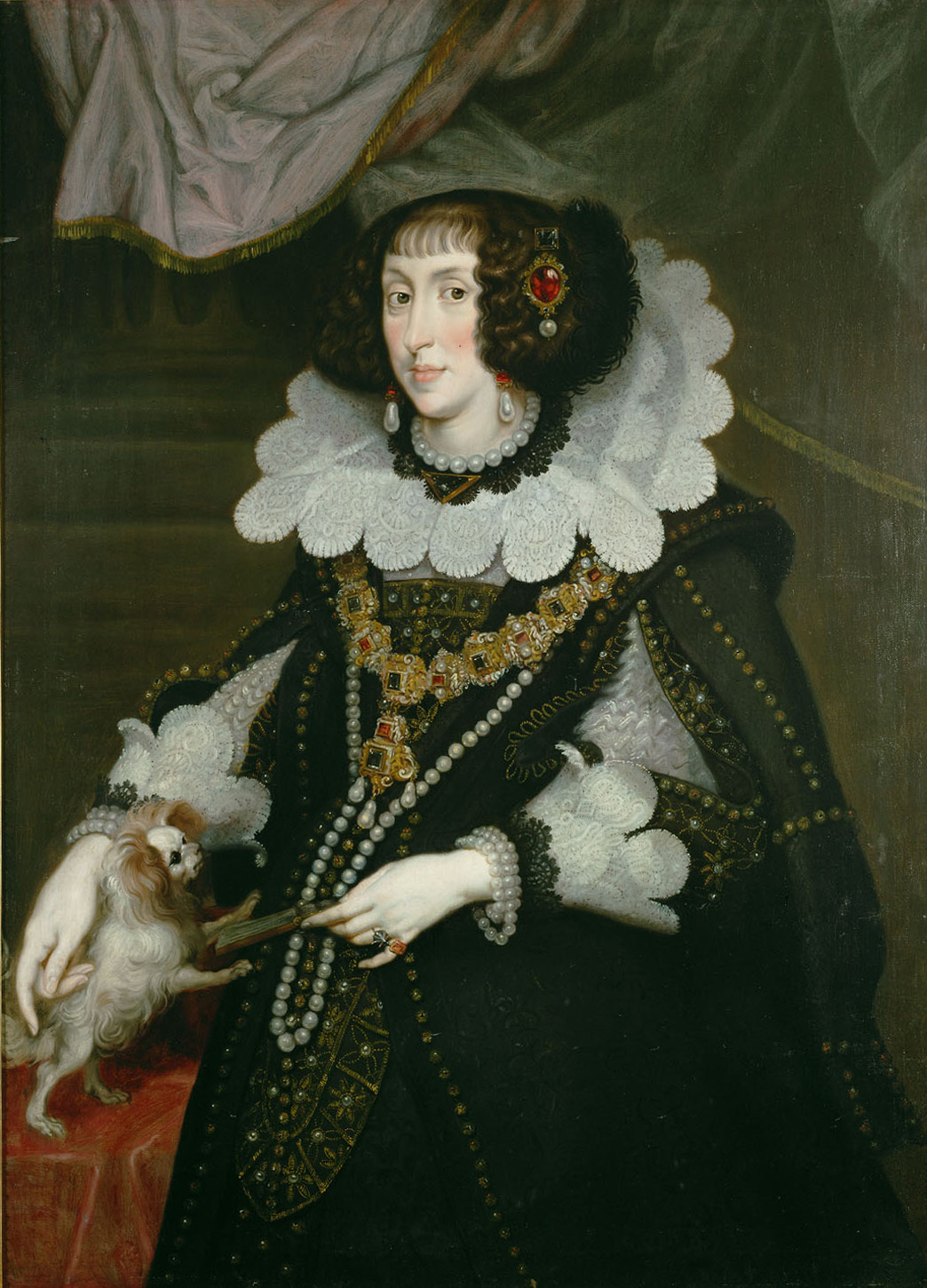
Joachim von Sandrart – Erzherzogin Maria Anna (1610–1665), Kurfürstin von Bayern, Öl auf Leinwand, 1643, Kunsthistorisches Museum, Wien. Die Kurfürstin trägt auf dem Porträt eine der berühmten Perlenketten aus der Münchner Schatzkammer; der große Diamantanhänger in ihrem Haar war schon im Besitz der ersten Gemahlin Maximilians I.

Maria Anna von Österreich (* 13. Januar 1610 in Graz; † 25. September 1665 in München) war eine Erzherzogin von Österreich und durch Heirat Kurfürstin von Bayern.

## Leben

### Erzherzogin von Österreich
Maria Anna war die älteste überlebende Tochter des römisch-deutschen Kaisers Ferdinand II. (1578–1637) aus dessen Ehe mit Maria Anna (1574–1616), Tochter des Herzogs Wilhelm V. von Bayern. Maria Anna, die eine besondere Vorliebe für die Jagd hatte, wurde von Jesuiten streng katholisch erzogen, galt als große Schönheit und ihr wurden Eigenschaften wie Klugheit, geordnete Lebensführung und Gemessenheit bescheinigt. Die Erzherzogin sprach neben ihrer Muttersprache auch fließend Italienisch.

### Vermählung
Maria Anna heiratete als 25-Jährige am 15. Juli 1635 in der Augustinerkirche in Wien als dessen zweite Gemahlin ihren mit 62 Jahren wesentlich älteren Onkel, Kurfürst Maximilian I. von Bayern (1573–1651). Die Vermählung wurde durch den Bischof von Olmütz Franz Seraph von Dietrichstein vollzogen. Bei den Verhandlungen über den Ehevertrag, der am 17. Juli 1635 unterzeichnet wurde, machte Kaiser Ferdinand das Zugeständnis, dass Maria Anna nicht den üblichen Erbverzicht aussprechen sollte, was bei einem Aussterben der männlichen Nachkommen Ferdinands II. ein Miterberecht Maria Annas vorsah. Für die Mitgift von 250.000 Gulden wurden Maria Anna Stadt und Schloss Wasserburg sowie die Landgerichte und Märkte Kraiburg und Neumarkt zugesichert. Als Witwensitz sollte Maria Anna Burg Trausnitz bei Landshut erhalten.
Die Vermählung mit Maria Anna war nicht nur mit der Hoffnung auf die Geburt eines Erbprinzen verbunden, sondern auch eine politische Demonstration Maximilians als Hinwendung zum Kaiserhaus gegen Frankreich, welches kurz davor einen Krieg gegen das Reich begonnen hatte. Die Verbindung spielte später jedoch nur noch eine untergeordnete Rolle in den Beziehungen zwischen Österreich und Bayern.

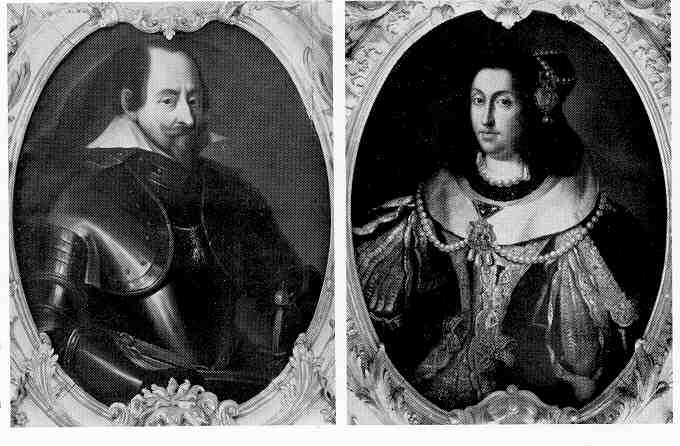
Maria Anna und ihr Ehemann Maximilian I. von Bayern

### Kurfürstin von Bayern
Die Ehe wurde trotz des großen Altersunterschieds sehr glücklich und Maximilian umsorgte seine Gemahlin liebevoll. Während der ersten Schwangerschaft Maria Annas pilgerte das Paar nach Andechs um für einen glückliche Geburt zu beten. Der erstgeborene Sohn, Ferdinand Maria, erhielt den Namen seines Taufpaten, Maria Annas Vater Ferdinand. Die Geburt hatte Maria Anna dermaßen geschwächt, dass sie ihr Sprachvermögen verlor. Die Heilung soll mit Hilfe von Reliquien des Heiligen Franz de Paula beschleunigt worden sein, weshalb Maximilian diesem Heiligen in Neunburg vorm Wald ein Kloster stiftete.
Die Ehepartner ergänzten sich sehr gut in Charakter, Lebensführung und Regierungsauffassung. Maximilian war sehr religiös, gebildet und vertrat einen realistischen Standpunkt in politischen Fragen. Maria Anna war eine fähige, wohlerzogene, energische Frau, die sich sparsam und in ökonomischen Belangen erfahren zeigte, aber eine weltlichere Geisteshaltung als ihr Gatte an den Tag legte. Sie unterstützte ihren Gemahl bei den Regierungsgeschäften und zeigte Interesse an der Politik des Kurfürstentums. Sie nahm auch persönlich an Sitzungen des Ministerrates teil. Mit ihrem Bruder Kaiser Ferdinand III. führte sie eine ausführliche familiäre aber auch politische Korrespondenz, wobei sie den bayerischen Standpunkt vertrat. Aber auch mit zahlreichen Hofbeamten führte die Kurfürstin einen ausführlichen Briefverkehr.
Nach der Eroberung von Philippsburg durch die Franzosen 1644, drängte Maria Anna im Auftrag ihres Mannes ihren Bruder Leopold Wilhelm, der seit 1639 Oberbefehlshaber der kaiserlichen Armee war, zu Friedensverhandlungen. Kurz vor seinem Tod hatte Maximilian 1650 für seine Gattin die Treuherzige Information verfasst und ihr damit einen Leitfaden für ihre kommende vormundschaftliche Regierung gegeben.

### Regentin

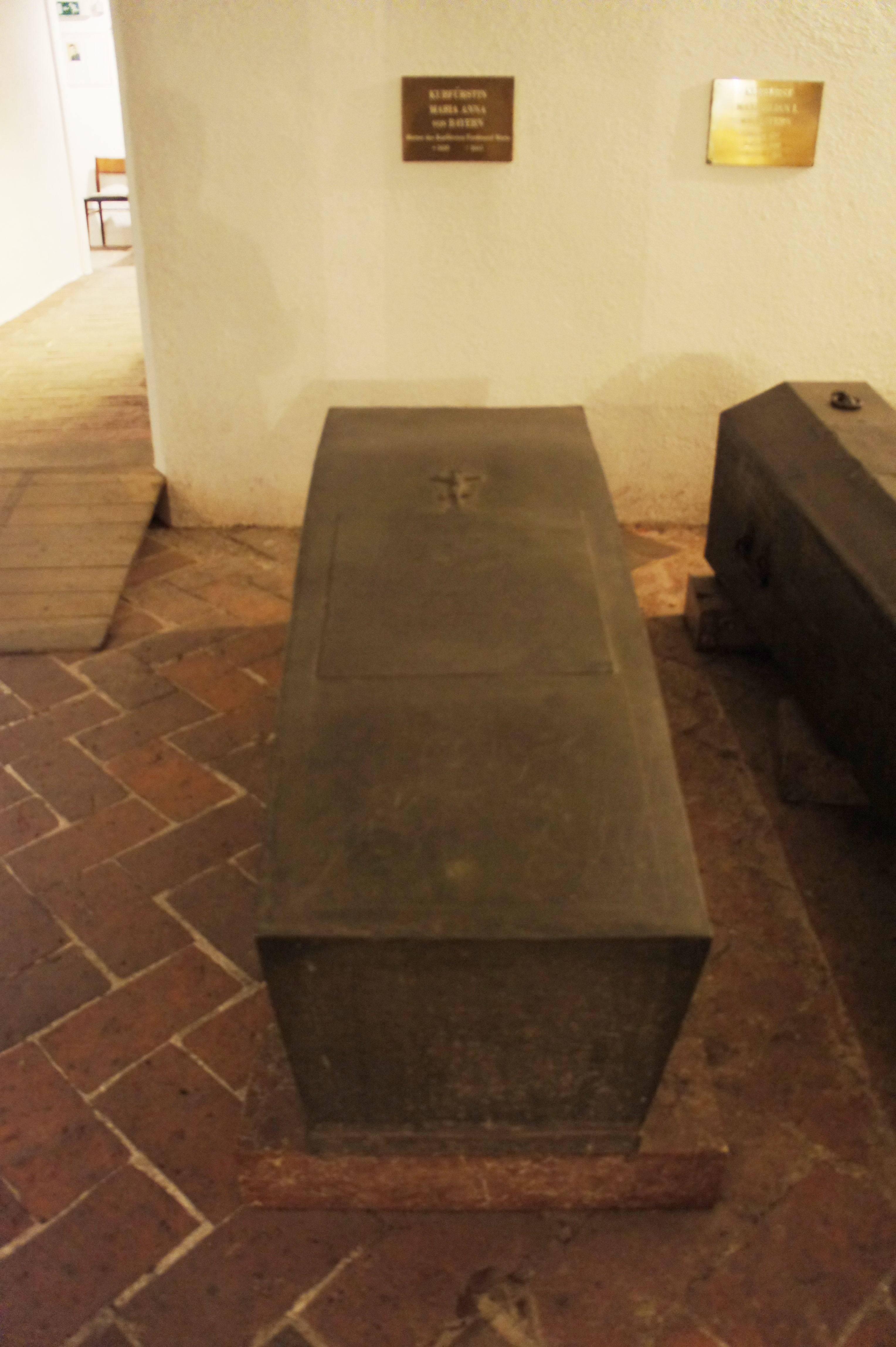
Sarkophag Maria Annas in der Wittelsbachergruft von St. Michael in München

Als Maximilian I. 1641 sein Testament verfasste, beanspruchte Maria Anna in diesem für die eventuelle Regentschaft über ihren Sohn ein Mitunterzeichnungsrecht in Landessachen. Für das Amt des Administrators waren in Bayern und Sachsen laut Goldener Bulle Frauen ausgeschlossen. Sie ließ ohne Wissen ihres Mannes ein Gutachten in Auftrag geben und erhielt schließlich die entsprechende Verfügung in Maximilians Testament. So wurde nach Maximilians Tod im Jahr 1651 Herzog Albrecht von Bayern Regent für dessen erstgeborenen Sohn in Reichs- und Kursachen, für die Justiz-, Kameral- und anderen Landessachen war Maria Anna zuständig. Neben Albrecht und der Kurfürstin gehörte auch Hofkammerpräsident Mändl mit zum Administrationsrat, der bis zur Volljährigkeit des Kurprinzen im Jahr 1654 arbeitete.
Anlässlich der 1653 erfolgten Wahl des deutschen Königs trat Maria Anna für ihren Neffen Ferdinand ein. Bei der 1658 anstehenden deutschen Kaiserwahl setzte sich Kardinal Mazarin, der die Interessen Ludwigs XIV. vertrat, für die Bewerbung Ferdinand Marias ein; Maria Anna hingegen stimmte für ihren Neffen Leopold (I.), der in der Tat Nachfolger seines Vaters Ferdinand III. wurde. Es bestand auch ein erheblicher Gegensatz zwischen der strengen, traditionellen Werten zuneigenden Kurfürsten-Mutter und ihrer an der neuen italienischen Kultur orientierten, Musik und Tanz liebenden Schwiegertochter Henriette Adelheid von Savoyen, die 1652 Ferdinand Maria geheiratet hatte und das Haupt der französischen Partei am Münchner Hof darstellte.
1664 regte Maria Anna, die auch nach Ende der Regentschaft Ratgeberin ihres Sohnes blieb, diesen an, das Land unter das Patronat des heiligen Joseph zu stellen. Sie begünstigte die italienische Oper in München, fungierte als Patronin mehrerer bildender Künstler, u. a. Nikolaus Prugger, und erreichte 1662, dass der dritte und letzte Teil der Annales Boicae Gentis des Jesuiten Johannes Vervaux erschien.
Maria Anna bewohnte nach dem Tod ihres Mannes den Witwenstock, den südwestlichsten Teil der Münchner Residenz an der Vorderen Schwabinger Gasse, der heutigen Residenzstraße. Bis zu ihrem Tod war sie Mitglied des Geheimen Rates, des höchsten Regierungsgremiums, wo sie allerdings kein Stimmrecht hatte. Sie wurde in der Münchener Michaelskirche bestattet; ihr Herz ruht in der Gnadenkapelle von Altötting.

## Nachkommen
Aus ihrer Ehe hatte Maria Anna zwei Söhne:
- Ferdinand Maria (1636–1679), Kurfürst von Bayern

⚭ 1652 Prinzessin Henriette Adelheid von Savoyen (1636–1676)
- Maximilian Philipp (1638–1705), Landgraf von Leuchtenberg

⚭ 1668 Prinzessin Mauricienne Fébronie de La Tour-d'Auvergne (1652–1706)

## Vorfahren
|  |                                        |  |  |  |  |  |  |  |  |  |  |  |  |
|  | Ferdinand I. (HRR) (1503–1564)         |  |  |  |  |  |  |  |  |  |  |  |  |
|  |                                        |  |  |  |  |  |  |  |  |  |  |  |  |
|  |                                        |  |  |  |  |  |  |  |  |  |  |  |  |
|  | Karl II. (Innerösterreich) (1540–1590) |  |  |  |  |  |  |  |  |  |  |  |  |
|  |                                        |  |  |  |  |  |  |  |  |  |  |  |  |
|  |                                        |  |  |  |  |  |  |  |  |  |  |  |  |
|  | Anna von Böhmen und Ungarn (1503–1547) |  |  |  |  |  |  |  |  |  |  |  |  |
|  |                                        |  |  |  |  |  |  |  |  |  |  |  |  |
|  |                                        |  |  |  |  |  |  |  |  |  |  |  |  |
|  | Ferdinand II. (HRR) (1578–1637)        |  |  |  |  |  |  |  |  |  |  |  |  |
|  |                                        |  |  |  |  |  |  |  |  |  |  |  |  |
|  |                                        |  |  |  |  |  |  |  |  |  |  |  |  |
|  | Albrecht V. (Bayern) (1528–1579)       |  |  |  |  |  |  |  |  |  |  |  |  |
|  |                                        |  |  |  |  |  |  |  |  |  |  |  |  |
|  |                                        |  |  |  |  |  |  |  |  |  |  |  |  |
|  | Maria Anna von Bayern (1551–1608)      |  |  |  |  |  |  |  |  |  |  |  |  |
|  |                                        |  |  |  |  |  |  |  |  |  |  |  |  |
|  |                                        |  |  |  |  |  |  |  |  |  |  |  |  |
|  | Anna von Österreich (1528–1590)        |  |  |  |  |  |  |  |  |  |  |  |  |
|  |                                        |  |  |  |  |  |  |  |  |  |  |  |  |
|  |                                        |  |  |  |  |  |  |  |  |  |  |  |  |
|  | Maria Anna von Österreich (1610–1665)  |  |  |  |  |  |  |  |  |  |  |  |  |
|  |                                        |  |  |  |  |  |  |  |  |  |  |  |  |
|  |                                        |  |  |  |  |  |  |  |  |  |  |  |  |
|  | Albrecht V. (Bayern) (1528–1579)       |  |  |  |  |  |  |  |  |  |  |  |  |
|  |                                        |  |  |  |  |  |  |  |  |  |  |  |  |
|  |                                        |  |  |  |  |  |  |  |  |  |  |  |  |
|  | Wilhelm V. (Bayern) (1548–1626)        |  |  |  |  |  |  |  |  |  |  |  |  |
|  |                                        |  |  |  |  |  |  |  |  |  |  |  |  |
|  |                                        |  |  |  |  |  |  |  |  |  |  |  |  |
|  | Anna von Österreich (1528–1590)        |  |  |  |  |  |  |  |  |  |  |  |  |
|  |                                        |  |  |  |  |  |  |  |  |  |  |  |  |
|  |                                        |  |  |  |  |  |  |  |  |  |  |  |  |
|  | Maria Anna von Bayern (1574–1616)      |  |  |  |  |  |  |  |  |  |  |  |  |
|  |                                        |  |  |  |  |  |  |  |  |  |  |  |  |
|  |                                        |  |  |  |  |  |  |  |  |  |  |  |  |
|  | Franz I. (Lothringen) (1517–1545)      |  |  |  |  |  |  |  |  |  |  |  |  |
|  |                                        |  |  |  |  |  |  |  |  |  |  |  |  |
|  |                                        |  |  |  |  |  |  |  |  |  |  |  |  |
|  | Renata von Lothringen (1544–1602)      |  |  |  |  |  |  |  |  |  |  |  |  |
|  |                                        |  |  |  |  |  |  |  |  |  |  |  |  |
|  |                                        |  |  |  |  |  |  |  |  |  |  |  |  |
|  | Christina von Dänemark (1521–1590)     |  |  |  |  |  |  |  |  |  |  |  |  |
|  |                                        |  |  |  |  |  |  |  |  |  |  |  |  |
|  |                                        |  |  |  |  |  |  |  |  |  |  |  |  |